# كاثرين اديبولا

## كاثرين اديبولا
كاثرين اديبولا اويككلو : ولدت عام 1965 ، في المملكة المتحدة “ بريطانيا “ ، اشتهرت بنظريتها للعامل الفارق لشكل البيضاوي التفاضلي، ولعملها مع الأطفال داخل المدينة.

## بدايتها وتعليمها
ولدت عام 1965 في بريطانيا، والدها هو جورج اولاتكنبو، اشتهرت بأنها عالمة رياضيات من أصول نيجيرية والأكثر انتشارا بعالمة الرياضيات ذات البشرة الداكنة. والدتها البريطانية كانت معلمة رياضيات في المدرسة الثانوية، وفي عام 1987 حصلت كاثرين على البكالوريس في علم الرياضيات في جامعة كامبردج .
وفي عام 1991 حصلت على الدكتوراه لعلم الرياضيات في جامعة كاليفورنيا في لوس انجلوس لفرضيتها وبحوثها في “ نظرية التماثل القوية لإثبات إحدى النظريات “.

### الحياة المهنية
كاثرين كانت محاضر وأستاذ مساعد في جامعة برينستون من عام 1993 إلى عام 1995، ثم عملت كزائرة لأستاذ مساعد في معهد ماساتشوستس للتكنولوجيا وانضمت إلى الكلية في جامعة كاليفورنيا في سان ديقو عام 1995.
في عام 2011 انضمت إلى قسم الرياضيات في جامعة جونز هبكونز.
وكانت كاثرين مدعوة كمتحدثة في لقاء جمعية المرأة للرياضيات، إضافة إلى ذلك استلمت كاثرين محاضرة اللقاء لجمعية علم الرياضيات العالمية في عام 2002 ، وأيضاً كانت كاثرين منظمة لعلماء الرياضيات اللذين من أصول أفريقية.

### الأوسمة والجوائز
في عام 1997 كاثرين أصبحت أول امرأة ذات البشرة الداكنة حاصلة على زمالة أبحاث سلون، وفي عام 1997 منحت كاثرين جائزة شهادة الوظيفي المبكر لرئاسة العلماء والمهندسين لعملها على البحوث الرياضية وتطويرها لمناهج الرياضيات لمدارس الأطفال داخل المدينة.
وكانت هذه الجوائز معطاه فقط لستون من العلماء والمهندسين خلال كل سنة وكانت الجائزة تحتوي على خمسة آلآف دولار!